# Augarten
Augarten är en park i Wien i Österrike.
Parken uppkom 1614 tillsammans med ett litet jaktslott som kejsare Mattias lät upprätta i en flodslätt som vid tidpunkten var jaktrevir. Under kejsare Ferdinand III var trädgårdsmästare aktiv som skapade en liten trädgård efter holländsk förebild. Ett palats bredvid med trädgård som ägdes av greve Johann Franz von Trautson köptes under 1660-talet av Leopold I. Vid denna tid fick stora delar av trädgården barock prägel. Alla byggnader och den tillhörande parken förstördes 1683 under Slaget vid Wien.
Anläggningen återskapades 1705 till 1708 under kejsare Josef I. Trädgårdsmästaren Jean Trehet var även ansvarig för en omfattande omgestaltning av parken i fransk stil. Senare utfördes endast smärre förändringar. Den 1 maj 1775 öppnade Josef II parken för allmänheten.

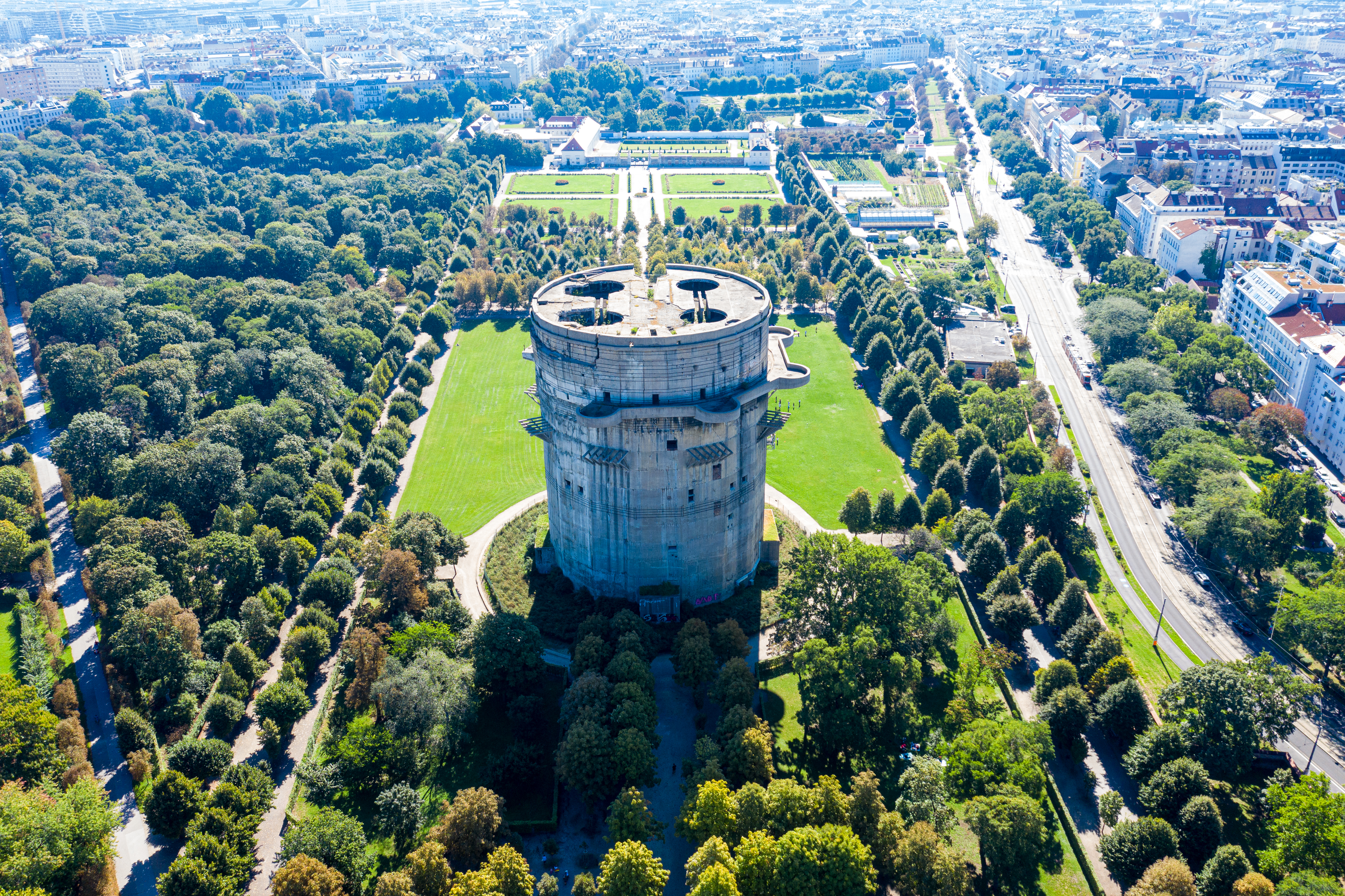
Flygbild över Augarten september 2020.
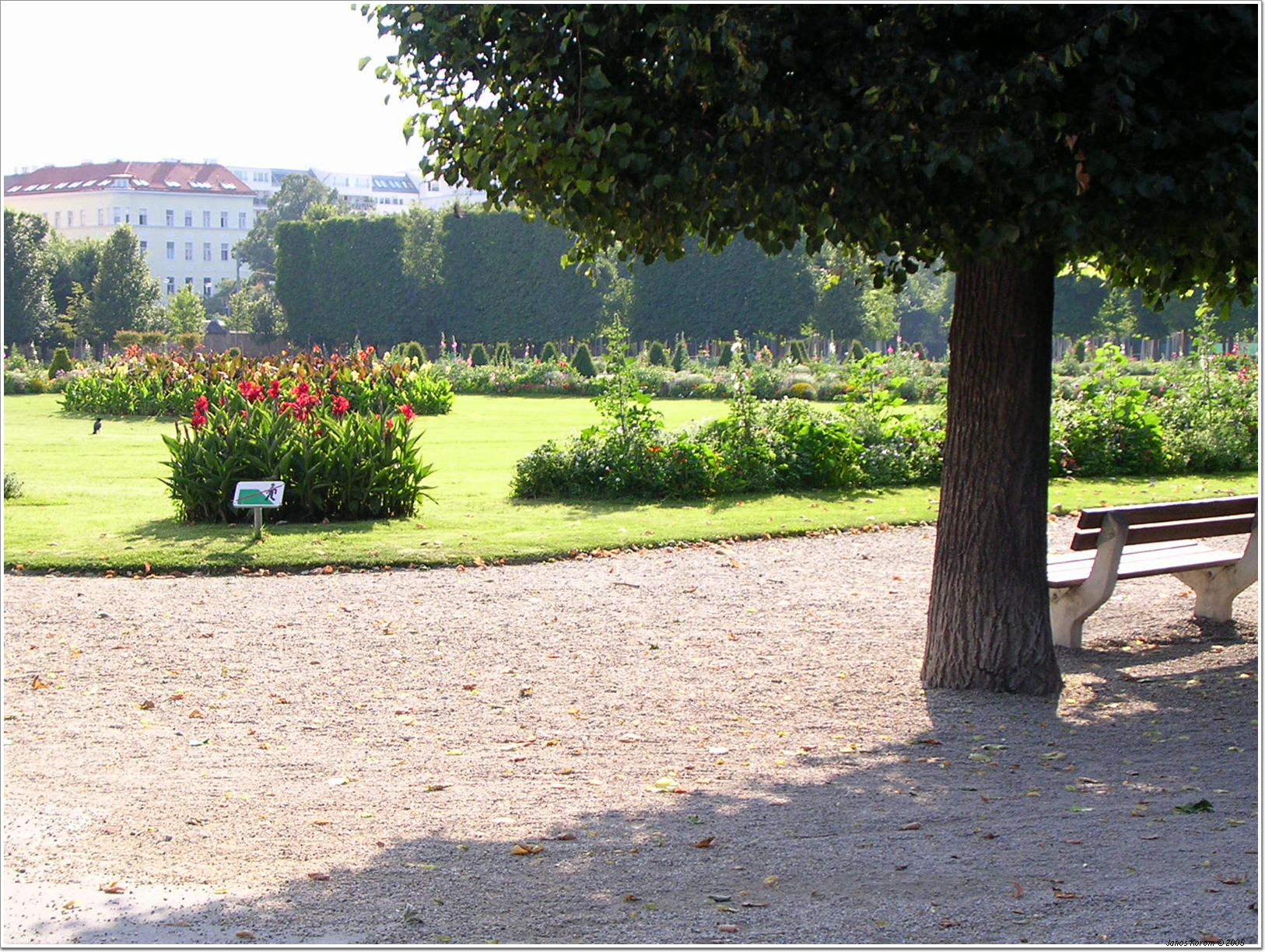
Augarten juli 2004
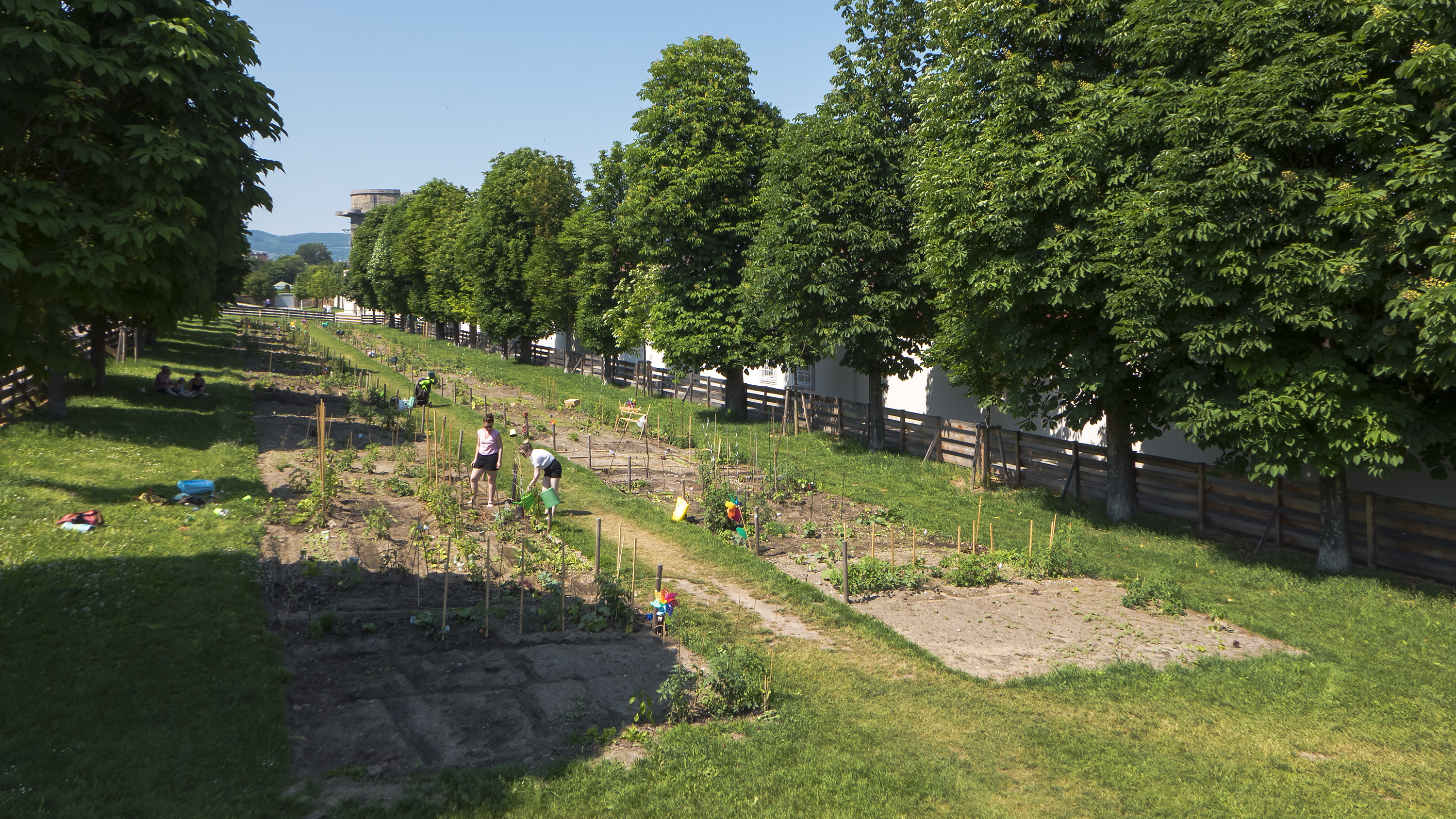
Odling, maj 2018
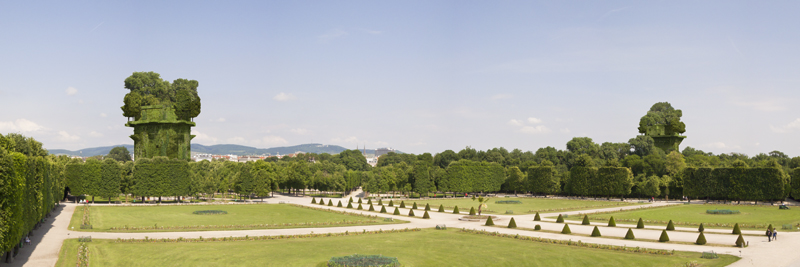
Augarten maj 2021